# Клеймо диявола
«Клеймо диявола» — американський кінофільм режисера Грегорі Лемкіна, що вийшов на екрани в 2005 році.

## Сюжет
Мало хто знає про те, що землею ходить безліч слуг Сатани. Вони уклали темний пакт і готові за першим же наказом свого повелителя обрушити жах пекла на голови беззахисних людей. З одним із таких породжень пекла доведеться зіткнутися ув’язненим в'язниці суворого режиму. Вони опинилися в пастці неприступних стін, усередині яких бродить кровожерне втілення зла.

## У ролях
| Актор             | Роль |
| ----------------- | ---- |
| Дженніфер Уїггинс | -    |
| Оушен             | -    |
| Chris Facey       | -    |
| Ваз Андреас       | -    |
| Марат Глейзер     | -    |
| Томас Дауні       | -    |
| Джоель Хебнер     | -    |
| А.Дж. Хеммонд     | -    |
| Стівен Глінн      | -    |
| Байрон Вашингтон  | -    |

## Знімальна група
- Режисер — Грегорі Лемкін
- Сценарист — А. Еверетт Хоу, Грегорі Лемкін
- Продюсер — Девід Майкл Летт, Девід Рімаві, Шеррі Стрейн
- Композитор — Scott Bruzenak, Ariel Westberg